# Раковец (община Чашка)
 Тази статия е за велешкото село.  За положкото вижте Раковец (община Боговине).  
Раковец (на македонска литературна норма: Раковец) е село в Северна Македония, част от община Чашка.

## География
Раковец е село в областта Грохот, разположено югозападно от град Велес, на около 2 километра северно от общинския център Чашка.

## История
В XIX век Раковец е изцяло българско село във Велешка кааза на Османската империя. Църквата в селото „Свети Никола“ е от XVII век. В „Етнография на вилаетите Адрианопол, Монастир и Салоника“, издадена в Константинопол в 1878 година и отразяваща статистиката на населението от 1873 година Баковец (Bacovetz) е посочено като село с 10 домакинства и 79 жители българи. Според статистиката на Васил Кънчов („Македония. Етнография и статистика“) в края на XIX век Гор. Раковец има 175 жители, всички българи християни и Дол. Раковец има 75 жители, всички българи християни.
Според статистиката на секретаря на Българската екзархия Димитър Мишев („La Macédoine et sa Population Chrétienne“) в 1905 година в Горно Раковец (Gorno Rakovetz) живеят 184, а в Долно Раковец (Dolno Rakovetz) – 64 българи екзархисти.
След Междусъюзническата война в 1913 година селото остава в Сърбия.
На етническата си карта от 1927 година Леонард Шулце Йена показва Горно и Долно Раковец (Rakovec) като български християнски села.